# 废墟行动
廢墟行動（Das Jesus Video）是一部德國科幻驚悚電影，根據安德裏亞斯·埃斯克巴赫的同名小説改編而成，拍攝於2002年。

## 劇情
一位名叫史蒂芬·沃格特的德國學生在以色列的考古挖掘中意外地發現了一具可以追溯至2000年前屍骨。但是在屍骨旁也發現了一本寫有耶穌字樣的筆記本和一台現代Sony攝像機使用説明書，該攝像機的型號尚未上市。史蒂芬認爲死者是一名時間旅行者，並懷疑攝像機中拍攝到了關於耶穌的畫面。爲了證明自己的猜測，他獨自去尋找這台攝像機的下落。而此時，一個神秘的國際組織也覬覦這台攝像機，並與史蒂芬展開了激烈的爭奪。憑藉著自己的智慧與勇敢以及好友的相助，史蒂芬多次死裏逃生，並終于得到了攝像機，才明白自己就是那位拍下耶穌的時間旅行者。

## 外部連結
Das Jesus Video （页面存档备份，存于）